# Bommarasanahalli, Gubbi
Bommarasanahalli là một làng thuộc tehsil Gubbi, huyện Tumkur, bang Karnataka, Ấn Độ.